# Mépris (émotion)
Pour les articles homonymes, voir Mépris.

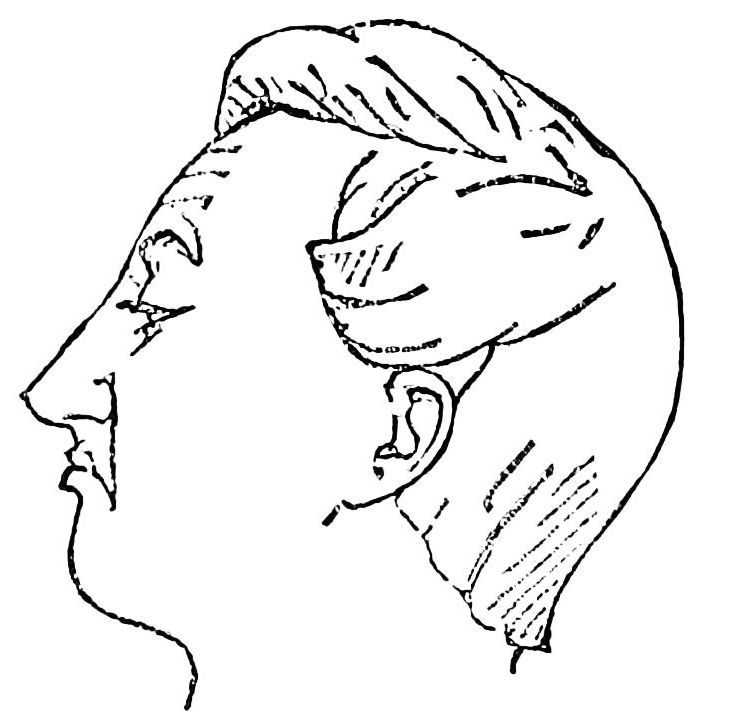
Expression du mépris

Le mépris est un sentiment-émotion intense négatif, mélange de dégoût et de colère, à l'égard d'un individu, de soi, ou groupe d'individus perçu comme inférieur ou sans intérêt.
Le mépris est également utilisé lorsqu'un individu est sarcastique. Il se définit aussi comme l'état d'être déshonoré, détesté ou disgracié. Être ouvertement irrespectueux de l'autorité d'une cour ou d'un corps législatif, et lui désobéir volontairement, constitue également une forme de mépris. Un exemple de mépris peut être perçu chez le personnage d'Ebenezer Scrooge dans le conte de Charles Dickens Un chant de Noël (1843), un être insensible qui hait Noël et les individus misérables.

## Expressions faciales

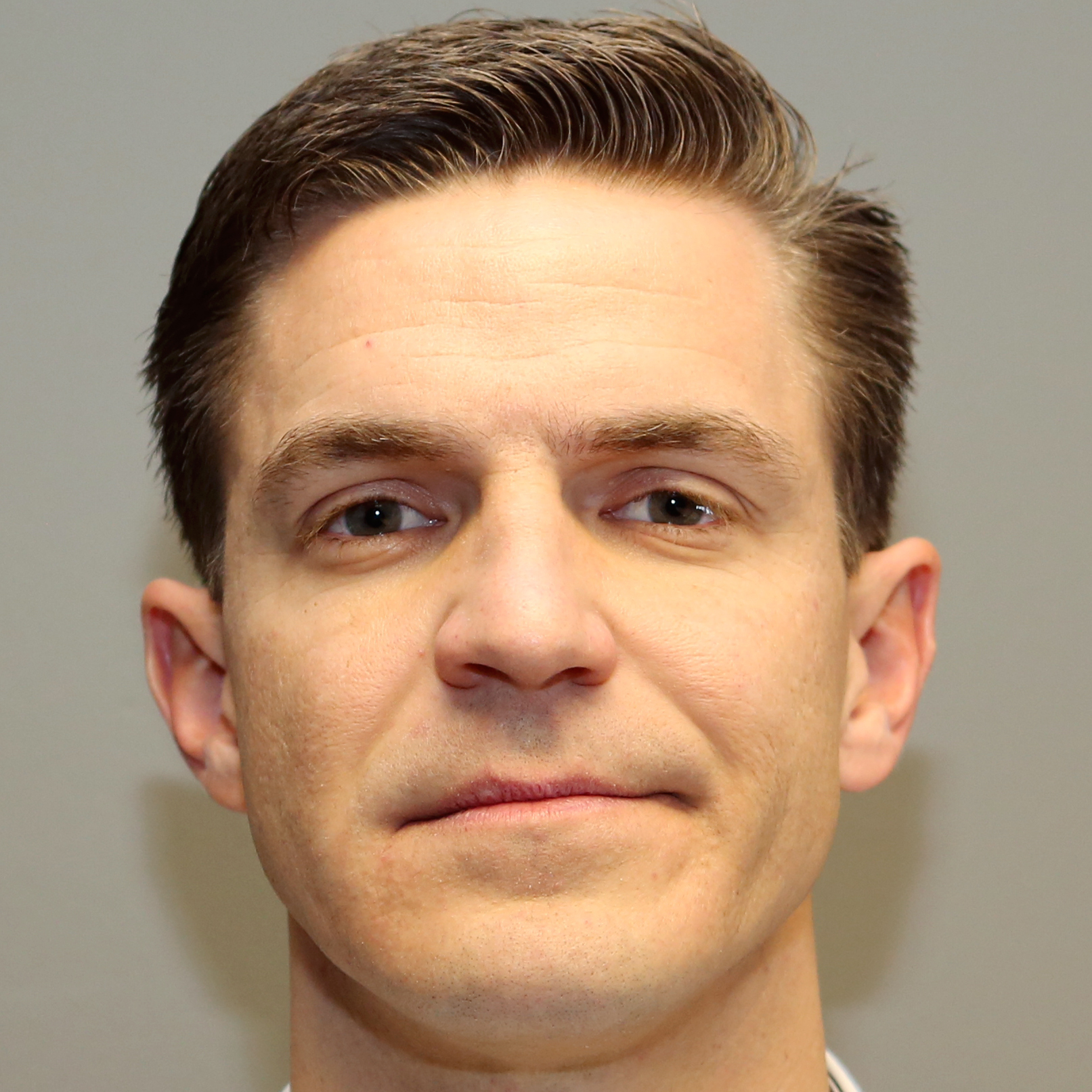
Expression faciale montrant un mépris subtil

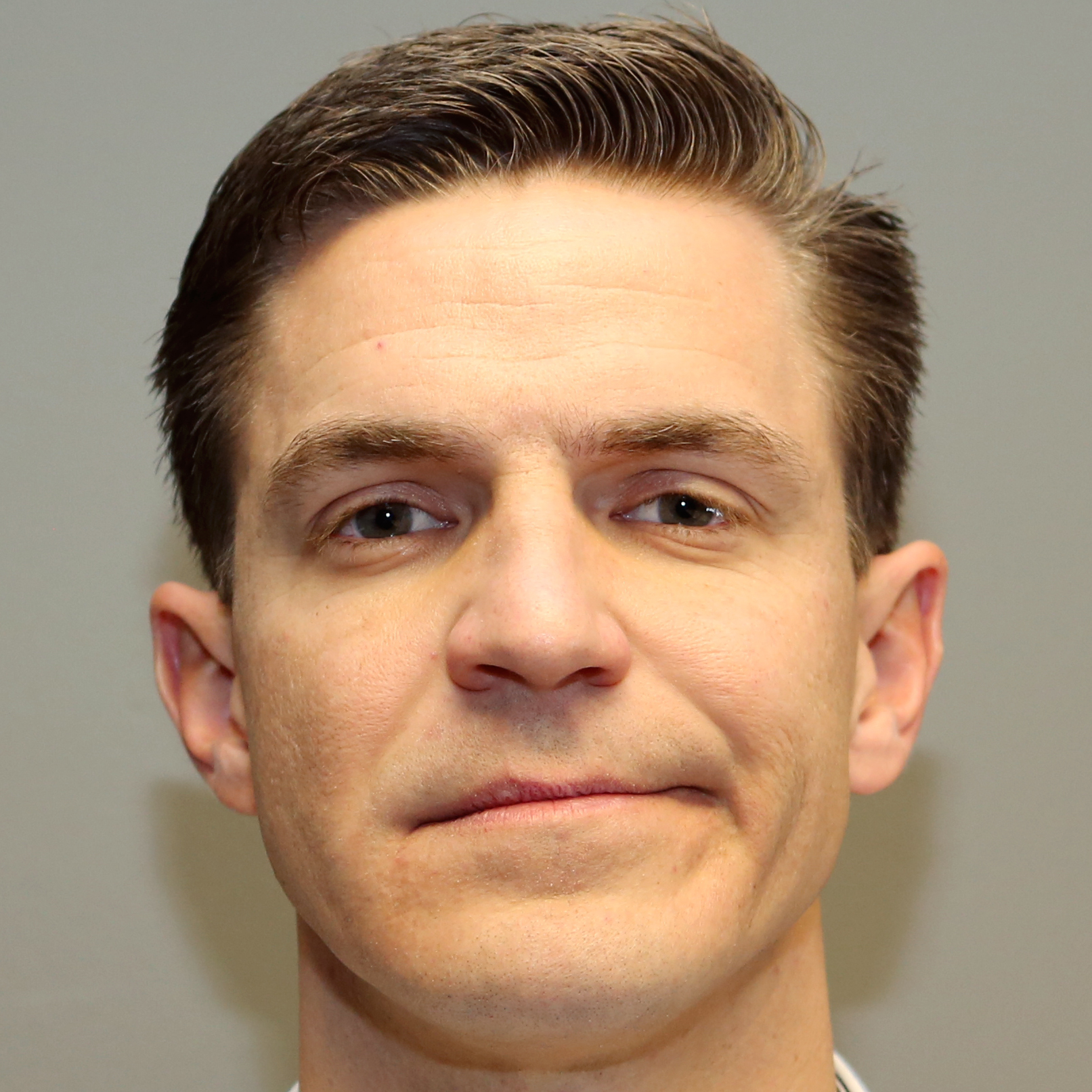
Expression faciale montrant un mépris évident

Certaines recherches ont été menées dans le but de savoir si le mépris était reconnaissable à travers les cultures et certains chercheurs affirment que le mépris est très proche du dégoût. Darwin (1872) note que le mépris se partage avec de nombreux cas de société et de moralité. Le mépris et le dégoût sont liés par l'hostilité, partageant le désaccord des autres, et exhibent le thème commun de violation d'éthiques morales. Les études d'Ekman et Friesen ont recensé un pourcentage de 75 % de dégoût dans le mépris. Ekman et Friesen recensent également l'expression faciale signalant le mépris—un léger resserrement et une levée du coin de la lèvre, uniquement d'un côté du visage. Ils notent que le mépris est la seule émotion exprimée asymétriquement.
Bien qu'Ekman et Friesen reconnaissent pour la première fois l'expression faciale comme signal du mépris, c'est Darwin qui reconnaît au tout début l'expression faciale. Darwin détaille d'ailleurs beaucoup plus la description des expressions faciales qui surviennent durant un sentiment de mépris. Il décrit que le nez est légèrement remonté, qui est apparemment suivi du coin de la lèvre.

## Contextes culturels
Ekman et Friesen (1986) identifient une expression faciale observée dans chacune des dix cultures. Dans cette étude, les citoyens du Sumatra de l'Ouest, d'Indonésie reçoivent certaines photos d'Américains, de japonais et d'indonésiens. Leur capacité à montrer certaines expressions faciales comme mépris contre d'autres émotions de colère, de dégoût, de joie, de tristesse, de peur, ou de surprise montre que généralement, à travers les cultures, le mépris est universellement compris.

## Applications
Robert C. Solomon place le mépris au même niveau que le ressentiment et la colère, et explique que la différence entre ces trois émotions est que le ressentiment atteint directement le statut de supériorité d'un individu; la colère atteint directement le statut d'égalité; et que le mépris concerne directement le statut d'infériorité. Le mépris est souvent un mélange de colère et de dégoût.
Charles Fourier en 1822 représente les seize castes et sous castes de la civilisation dans lesquels il ne trouve qu'une échelle ascendante de haine et une échelle descendante de mépris. « La noblesse de cour méprise la non présentée; la noblesse d'épée méprise celle de robe: les seigneurs à clocher méprisent les gentillâtres tous les parvenus anoblis qui ne sont que de 1er degré et qui dédaignent les castes bourgeoises. Dans la bourgeoisie nous trouverions en 1re sous castes no 5 la haute banque et la haute finance méprisées des nobles mais s'en consolant avec le coffre fort, méprisant le gros marchand no 6 et le bon propriétaire. Ceux-ci tout fiers de leur rang d'éligibles méprisent la sous caste no 7 qui n'a que rang d'électeur elle s'en dédommage en méprisant la sous-caste 8 les savants, les gens de loi et autres vivant de traitements ou casuels ou petits domaines qui ne leur donnent pas l'entrée au corps électoral: enfin la classe 9, la basse bourgeoisie, petit marchand, petit campagnard, méprisée de la 8 serait bien offensée si on la comprenait dans le peuple dont elle méprise les trois sous castes et dont elle se pique d'éviter les manières. Il règne entre toutes ces castes des haines régulières c'est-à-dire que la 9 hait la 8e autant que la 8e hait la 7 quoique chacune recherche la fréquentation du degré supérieur par ambition et non par amitié ».

## Citations
- Le mépris est la carte de visite des imbéciles (Pierre Dac[7])
- La considération envahit celui qui marche et voyage. Le mépris happe celui qui s'entrave et reste à demeure (Proverbe arabe adapté[8]).

## Au cinéma
- 1963 : Le Mépris de Jean-Luc Godard, avec Brigitte Bardot et Michel Piccoli, et célèbre musique de film Thème de Camille (Le Mépris)[9].